# Persecution Mania
Persecution Mania és el segon àlbum de la banda alemanya Sodom. És el primer àlbum en què participà el guitarrista Frank Blackfire Gosdzik. A partir d'aquest àlbum, Sodom canvia el seu estil musical, proper al black metal, per un so característic del thrash metal, i la temàtica ocultista i satànica pels temes bèl·lics.
La coberta del disc mostra per primer cop el personatge Knarrenheinz, qui des d'ençà esdevindria la mascota de la banda.

## Llista de cançons
1. "Nuclear Winter" – 5.26
2. "Electrocution" – 3.26
3. "Iron Fist" – 2.45 (Versió de Motörhead)
4. "Persecution Mania" – 3.40
5. "Enchanted Land" – 4.01
6. "Procession to Golgotha" – 2.33
7. "Christ Passion" – 6.13
8. "Conjuration" – 3.44
9. "Bombenhagel" – 5.11

## Crèdits
- Tom Angelripper Such - Veu/Baix
- Frank Blackfire Gosdzik - Guitarra
- Chris Witchhunter Dudek - Bateria
- Coberta - Johannes Beck